# Риђаке
Риђаке је насеље у Србији у општини Владимирци у Мачванском округу. Према попису из 2022. било је 295 становника.

## Демографија
У насељу Риђаке живи 350 пунолетних становника, а просечна старост становништва износи 43,7 година (42,1 код мушкараца и 45,1 код жена). У насељу има 144 домаћинства, а просечан број чланова по домаћинству је 2,97.
Ово насеље је великим делом насељено Србима (према попису из 2002. године).
|  |

| Демографија | Демографија | Демографија |
| Година      | Становника  | Становника  |
| ----------- | ----------- | ----------- |
| 1948.       | 496         |             |
| 1953.       | 507         |             |
| 1961.       | 493         |             |
| 1971.       | 485         |             |
| 1981.       | 470         |             |
| 1991.       | 471         | 466         |
| 2002.       | 427         | 438         |

| Етнички састав према попису из 2002.‍ | Етнички састав према попису из 2002.‍ | Етнички састав према попису из 2002.‍ | Етнички састав према попису из 2002.‍ | Етнички састав према попису из 2002.‍ |
| ------------------------------------ | ------------------------------------ | ------------------------------------ | ------------------------------------ | ------------------------------------ |
|                                      |                                      |                                      |                                      |                                      |
| Срби                                 | Срби                                 |                                      | 421                                  | 98,59%                               |
| Хрвати                               | Хрвати                               |                                      | 1                                    | 0,23%                                |
| Македонци                            | Македонци                            |                                      | 1                                    | 0,23%                                |
| непознато                            | непознато                            |                                      | 3                                    | 0,70%                                |

| Година пописа     | 1948. | 1953. | 1961. | 1971. | 1981. | 1991. | 2002. |
| ----------------- | ----- | ----- | ----- | ----- | ----- | ----- | ----- |
| Број домаћинстава | 88    | 92    | 110   | 120   | 126   | 125   | 144   |

| Број чланова      | 1  | 2  | 3  | 4  | 5  | 6 | 7 | 8 | 9 | 10 и више | Просек |
| ----------------- | -- | -- | -- | -- | -- | - | - | - | - | --------- | ------ |
| Број домаћинстава | 27 | 43 | 22 | 29 | 13 | 7 | 1 | 1 | 0 | 1         | 2,97   |

| Пол    | Укупно | Неожењен/Неудата | Ожењен/Удата | Удовац/Удовица | Разведен/Разведена | Непознато |
| ------ | ------ | ---------------- | ------------ | -------------- | ------------------ | --------- |
| Мушки  | 175    | 40               | 120          | 11             | 3                  | 1         |
| Женски | 195    | 32               | 118          | 40             | 4                  | 1         |
| УКУПНО | 370    | 72               | 238          | 51             | 7                  | 2         |

| Пол    | Укупно                    | Пољопривреда, лов и шумарство | Рибарство                            | Вађење руде и камена | Прерађивачка индустрија       |
| ------ | ------------------------- | ----------------------------- | ------------------------------------ | -------------------- | ----------------------------- |
| Мушки  | 117                       | 62                            | 0                                    | 1                    | 31                            |
| Женски | 76                        | 45                            | 0                                    | 0                    | 9                             |
| УКУПНО | 193                       | 107                           | 0                                    | 1                    | 40                            |
| Пол    | Производња и снабдевање   | Грађевинарство                | Трговина                             | Хотели и ресторани   | Саобраћај, складиштење и везе |
| Мушки  | 2                         | 2                             | 7                                    | 0                    | 4                             |
| Женски | 1                         | 0                             | 9                                    | 0                    | 1                             |
| УКУПНО | 3                         | 2                             | 16                                   | 0                    | 5                             |
| Пол    | Финансијско посредовање   | Некретнине                    | Државна управа и одбрана             | Образовање           | Здравствени и социјални рад   |
| Мушки  | 0                         | 2                             | 4                                    | 0                    | 0                             |
| Женски | 0                         | 2                             | 0                                    | 1                    | 7                             |
| УКУПНО | 0                         | 4                             | 4                                    | 1                    | 7                             |
| Пол    | Остале услужне активности | Приватна домаћинства          | Екстериторијалне организације и тела | Непознато            | Непознато                     |
| Мушки  | 1                         | 0                             | 0                                    | 1                    | 1                             |
| Женски | 1                         | 0                             | 0                                    | 0                    | 0                             |
| УКУПНО | 2                         | 0                             | 0                                    | 1                    | 1                             |

## Галерија
- Зграда МЗ
- Зграде задруге
- Ценар села и регионални пут Шабац-Ваљево
- Стара школа
- Стара сеоска школа
- Зграда некадашње МЗ